# Patrick Roberts
Patrick John Joseph Roberts (Kingston upon Thames, 5 febbraio 1997) è un calciatore inglese, attaccante del Sunderland.

## Caratteristiche tecniche
Mancino naturale, è un'ala che ama partire da destra per accentrarsi con il pallone attaccato al piede per tentare la conclusione a rete, ma non sfigura neanche se schierato dietro le punte essendo un buon assist-man.

## Carriera

### Club
Cresciuto nelle giovanili dell'AFC Wimbledon, nel 2010 viene prelevato dal Fulham. Dopo qualche anno nel loro settore giovanile, il 14 febbraio 2014 stipula il suo primo contratto professionistico coi Cottagers. Il 15 marzo seguente riceve la sua prima convocazione in prima squadra (in vista della sfida poi vinta 1-0 contro il Newcastle Utd) dall'allenatore dei londinesi Felix Magath, che lo ha definito un "talento straordinario". Sette giorni dopo debutta con il club in occasione della sconfitta per 5-0 contro il Manchester City a 16 anni e 45 giorni, diventando il più giovane debuttante dei Cottagers dai tempi di Matthew Briggs. A fine anno la squadra retrocede in Championship, e lui gioca per la prima volta da titolare tra i professionisti nella sfida persa per 0-1 contro il Wolverhampton del 20 agosto 2014.
Il 19 luglio 2015 dopo un lungo accordo, passa al Manchester City per 15 milioni di euro. Debutta coi "Citizens" nella partita di Capital One Cup vinta contro il Sunderland per 5-1. Esordisce in Premier League nella partita persa 4-1 col Tottenham subentrando a Sergio Agüero.
Il 1º febbraio 2016 si trasferisce in prestito biennale agli scozzesi del Celtic. Il 20 febbraio 2016 esordisce con i "Bhoys" subentrando nei minuti finali, nella partita vinta 3-0 contro l'Inverness. L'8 maggio 2016 segna una doppietta nella partita vinta 3-2 contro l'Aberdeen che sancisce la vittoria del campionato. Il 28 agosto 2017 torna nuovamente in prestito stagionale agli "Hoops" prendendo la maglia numero 7.
Il 16 agosto 2018 approda al Girona in prestito.
Il 30 maggio 2019 viene mandato in prestito al Norwich City, a cui si aggrega il 1º luglio seguente.
Tuttavia, dopo avere trovato poco spazio con i Canaries, nel mercato invernale viene ceduto al Middlesbrough.
Il 12 ottobre 2020 il prestito ai rossi viene prolungato, salvo poi essere interrotto il 1º febbraio 2021, giorno in cui viene ceduto, sempre a titolo temporaneo, al Derby County.
Il 31 agosto 2021 viene ceduto in prestito al Troyes.
Il 21 gennaio 2022 fa ritorno al Manchester City, che contestualmente lo cede a titolo definitivo al Sunderland. Termina la stagione con i Black Cats mettendo a segno 2 gol e 1 assist e ottenendo la promozione in Championship dopo la finale dei play-off di Wembley, giocata da titolare, e vinta contro il Wycombe per 2-0.

### Nazionale
Ha giocato nelle nazionali giovanili inglesi Under-16, Under-17, Under-18, Under-19 ed Under-20.

## Statistiche

### Presenze e reti nei club
Statistiche aggiornate al 9 novembre 2024.
| Stagione             | Squadra              | Campionato           | Campionato | Campionato | Coppe nazionali | Coppe nazionali | Coppe nazionali | Coppe continentali | Coppe continentali | Coppe continentali | Altre coppe | Altre coppe | Altre coppe | Totale | Totale |
| Stagione             | Squadra              | Comp                 | Pres       | Reti       | Comp            | Pres            | Reti            | Comp               | Pres               | Reti               | Comp        | Pres        | Reti        | Pres   | Reti   |
| -------------------- | -------------------- | -------------------- | ---------- | ---------- | --------------- | --------------- | --------------- | ------------------ | ------------------ | ------------------ | ----------- | ----------- | ----------- | ------ | ------ |
| 2013-2014            | Fulham               | PL                   | 2          | 0          | FACup+CdL       | 0               | 0               | -                  | -                  | -                  | -           | -           | -           | 2      | 0      |
| 2014-2015            | Fulham               | FLC                  | 17         | 0          | FACup+CdL       | 2+1             | 0               | -                  | -                  | -                  | -           | -           | -           | 20     | 0      |
| Totale Fulham        | Totale Fulham        | Totale Fulham        | 19         | 0          |                 | 3               | 0               |                    | -                  | -                  |             | -           | -           | 22     | 0      |
| 2015-gen. 2016       | Manchester City      | PL                   | 1          | 0          | FACup+CdL       | 0+2             | 0               | UCL                | -                  | -                  | -           | -           | -           | 3      | 0      |
| gen.-giu. 2016       | Celtic               | SP                   | 11         | 6          | SC+CdL          | 2+0             | 0               | -                  | -                  | -                  | -           | -           | -           | 13     | 6      |
| 2016-2017            | Celtic               | SP                   | 32         | 9          | SC+CdL          | 4+2             | 0               | UCL                | 9                  | 2                  | -           | -           | -           | 47     | 11     |
| 2017-2018            | Celtic               | SP                   | 8+3        | 0          | SC+CdL          | 1+3             | 0               | UCL                | 3                  | 1                  | -           | -           | -           | 18     | 1      |
| Totale Celtic        | Totale Celtic        | Totale Celtic        | 51+3       | 15         |                 | 12              | 0               |                    | 12                 | 3                  |             | -           | -           | 78     | 18     |
| 2018-2019            | Girona               | PD                   | 19         | 0          | CR              | 2               | 0               | -                  | -                  | -                  | -           | -           | -           | 21     | 0      |
| 2019-gen. 2020       | Norwich City         | PL                   | 3          | 0          | FACup+CdL       | 0+1             | 0               | -                  | -                  | -                  | -           | -           | -           | 4      | 0      |
| gen.-giu. 2020       | Middlesbrough        | FLC                  | 10         | 1          | FACup+CdL       | 1+0             | 0               | -                  | -                  | -                  | -           | -           | -           | 11     | 1      |
| 2020-gen. 2021       | Middlesbrough        | FLC                  | 9          | 0          | FACup+CdL       | 1+0             | 0               | -                  | -                  | -                  | -           | -           | -           | 10     | 0      |
| Totale Middlesbrough | Totale Middlesbrough | Totale Middlesbrough | 19         | 1          |                 | 2               | 0               |                    | -                  | -                  |             | -           | -           | 21     | 1      |
| gen.-giu. 2021       | Derby County         | FLC                  | 15         | 1          | FACup+CdL       | -               | -               | -                  | -                  | -                  | -           | -           | -           | 15     | 1      |
| 2021-gen. 2022       | Troyes 2             | N3                   | 1          | 0          | -               | -               | -               | -                  | -                  | -                  | -           | -           | -           | 1      | 0      |
| 2021-gen. 2022       | Troyes               | L1                   | 1          | 0          | CF              | 1               | 0               | -                  | -                  | -                  | -           | -           | -           | 2      | 0      |
| gen.-giu. 2022       | Sunderland           | FL1                  | 14+3       | 1+1        | FACup+CdL       | -               | -               | -                  | -                  | -                  | -           | -           | -           | 17     | 2      |
| 2022-2023            | Sunderland           | FLC                  | 42+2       | 5          | FACup+CdL       | 3+1             | 0+0             | -                  | -                  | -                  | -           | -           | -           | 48     | 5      |
| 2023-2024            | Sunderland           | FLC                  | 32         | 0          | FACup+CdL       | 0+0             | 0+0             | -                  | -                  | -                  | -           | -           | -           | 32     | 0      |
| 2024-2025            | Sunderland           | FLC                  | 24         | 2          | FACup+CdL       | -               | -               | -                  | -                  | -                  | -           | -           | -           | 24     | 2      |
| Totale Sunderland    | Totale Sunderland    | Totale Sunderland    | 112+5      | 8+1        |                 | 4               | 0               |                    | -                  | -                  |             | -           | -           | 121    | 9      |
| Totale carriera      | Totale carriera      | Totale carriera      | 249        | 26         |                 | 27              | 0               |                    | 12                 | 3                  |             | -           | -           | 288    | 29     |

## Palmarès

### Club
- Campionato scozzese: 3

Celtic: 2015-2016, 2016-2017, 2017-2018
- Coppa di Lega scozzese: 2

Celtic: 2016-2017, 2017-2018
- Coppa di Scozia: 2

Celtic: 2016-2017, 2017-2018

### Nazionale
- Campionato d'Europa Under-17: 1

Malta 2014